# Politiets Efterretningstjeneste
 "PET" omdirigeres hertil. For andre betydninger af PET, se PET (flertydig).
Politiets Efterretningstjeneste (PET) er Danmarks nationale efterretnings- og sikkerhedstjeneste, der blev oprettet i 1939 under Rigspolitichefen. Tjenesten har til opgave at identificere, forebygge og imødegå trusler mod friheden, demokratiet og den nationale sikkerhed i det danske samfund, såvel i Danmark som trusler rettet mod danskere og danske interesser i udlandet.
Fra den 1. maj 2007 til udgangen af 2013 var politimester Jakob Scharf tjenestens chef, men han måtte dog trække sig efter beskyldninger om dyre tjenesterejser og historien om, at Pia Kjærsgaard blev forsøgt forhindret i at besøge fristaden Christiania sammen med resten af Folketingets Retsudvalg.
Den 1. januar 2014 tiltrådte hans afløser, statsadvokat Jens Madsen. Han fratrådte få timer før offentliggørelsen af redegørelse for håndtering af attentatet i København i 2015, med virkning fra 1. juni samme år.

## Historie
En forløber for PET var det i 1933 oprettede Det sønderjyske Politiadjudantur.
PET kan føre sin historie tilbage til 1939 med grundlæggelsen af den første landsdækkende efterretningstjeneste, "Sikkerhedspolitiet" (SIPO).
Det skete ved lov nr. 90 af 15. marts 1939 og SIPO's opgave lød på at
"skabe et værn mod Foretagender eller Handlinger, som kan antages at være rettet mod Rigets selvstændighed og den lovlige Samfundsordning, samt Gennemførelse af et effektivt Tilsyn med Fremmede og Rejsende"
SIPO skulle virke i provinsen, mens den tilsvarende opgave i hovedstaden blev varetaget af Københavns Politis Afdeling D.
SIPO kom ikke til at virke effektivt, da de lokale politimestre anså SIPO for en konkurrent, og forholdet til Afdeling D var dårligt.
SIPO blev opløst af tyskerne den 19. september 1944.

### Rigspolitichefens Efterretningsafdeling
Efter 2. verdenskrig blev efterretningstjenesten genoprettet under navnet "Rigspolitichefens Efterretningsafdeling" (REA). Det skete efter en beslutning på et møde den 7. maj 1945 mellem Justitsministeriets departementschef Eivind Larsen og politiets ledelse.
Navnet SIPO blev ændret, da det gav associationer til den tyske Sicherheitsdienst (SD) og HIPO.
Leder af REA blev den tidligere statsadvokat og byretsdommer Troels Hoff, og for den politimæssige ledelse stod politikommissær H.C. Andersen.
Under krigen var Andersen gået ind i modstandsbevægelsen og var medlem af Frihedsrådets arrestationsudvalg. Andersen forlod imidlertid embedet allerede i 1947.
REA's opgave i de første år var hovedsageligt at efterforske danske landsforrædere og tyske krigsforbrydere.
REA havde begrænsede resurser til sin opgave: Tjenesten havde øjensynligt ikke mulighed for rumaflytning, kunne kun aflytte et par telefonlinjer ad gangen, og den havde ingen egentlig uddannet observationstjeneste.
Efter 2. verdenskrig manglede efterretningstjenesterne kilder,
og de danske efterretningstjenester ansatte tidligere nazister til at give dem information om kommunister.
Det danske politi kom i juni 1947 i kontakt med en person "W", der fik betaling for oplysninger om kommunister.
Identiteten på "W" er ikke beskrevet, men oplysninger tyder på, at han havde haft tilknytning til den tyske efterretningstjeneste, Abwehr.
"W" ansatte blandt andet en tidligere Gestapo-mand, "H",
og oprettede en organisation af meddelere.
Til betalingen af organisation krævede "W" cirka 1.000 cigaretter om måneden.
Den 9. juli 1949 blev REA's leder, politiinspektør Troels Hoff, suspenderet, da han havde været involveret i den såkaldte "Edderkoppesag".

### PET oprettes
Danmark underskrev den Nordatlantiske Traktat den 4. april 1949, hvilket betød, at Danmark skulle have en effektiv efterretningstjeneste.
Der skete ændringer med Forsvarets Efterretningstjeneste, og politiets sikkerhedstjeneste tog navneforandring fra REA til "Politiets Efterretningstjeneste" eller PET og fik tilført mere personale.
Den ny leder af PET blev tidligere politimester fra Aabenraa, Ernst Brix.
Juristerne Ernst Mogens Jensen, Arne Nielsen og Ole Stevns blev ansat i ledelsen.
Hvad der er kaldt "en af de mest spektakulære spionsager i PET's historie", er den såkaldte Runasag, der udspandt sig i 1950'erne.
I 1950 fik sikkerhedstjenesten et tip om, at kaptajnen på skibet Runa, den danske statsborger Carl Emanuel Petersen, havde kontakt til østtyske og sovjetiske myndighedspersoner i østtyske havne.
PET benyttede telefonaflytninger, brevåbninger og dobbeltagenter i sagen, og den 8. juni 1959 blev fem personer anholdt, og senere to til.
De syv blev fundet skyldige i spionage og idømt fra halvandet til fem års fængsel kort før julen 1959.
I 1951 fik sikkerhedstjenesten kendskab til, at Olaf Olsen udleverede personoplysninger til Sovjetunionen.
Af hensyn til deres kilde undlod man at føre sag mod Olsen.
I 1958 blev PET lagt ind under Rigspolitiet med direkte referat til justitsministeren.

### 1960'erne
I 1959 hvervede MfS/HVA (Stasi) Flemming Sørensen, der også havde dæknavnene Flame og Heinrich, og det blev en af PET's største observationssager i 1960'erne.
I 1960 opdagede PET til deres overraskelse, at den daværende leder af Socialistisk Folkeparti og tidligere kommunist Aksel Larsen samarbejdede med amerikanerne, ved under hemmelige møder at overgive information til Grant Olson, en attaché ved den amerikanske ambassade.
PET's chef Mogens Jensen protesterede over for amerikanerne, men efter udenrigsminister Jens Otto Krag blev involveret, fik PET besked på at acceptere kontakten mellem den amerikanske efterretningstjeneste og Aksel Larsen.
PET fik til gengæld mødereferaterne og mulighed for at stille spørgsmål til Aksel Larsen gennem amerikanerne.
Amerikanernes kontakt varede fra november 1958 til maj 1969, men der var øjensynligt ingen møder mellem 1965 og 1967 på grund af Larsens misbilligelse af USA's involvering i Vietnamkrigen.
I 1963 fik PET til opgave at undersøge sagen, som involverede Firmaet og Forsvarets Efterretningstjeneste. Firmaet var en halvprivat antikommunistisk organisation, der havde foretaget en flerårig aflytning af folketingsmedlem og næstformand i DKP, Alfred Jensen.
Hvad der er blevet kaldt "en af de vigtigste KGB-agenter i Danmark under hele den kolde krig" blev hvervet i 1961. Agenten fik dæknavnet Dat og virkede inden for området videnskab og teknik i over 22 år. Ved mindst 150 møder med KGB i Danmark leverede han og hans hustru med dæknavnet Zoya materiale fra Danmark Tekniske Bibliotek, Forskningscenter Risø og Forsvarets Forskningstjeneste.
Efter tip fra Atomenergikommissionen foretog PET undersøgelser af Dat i 1965-1967, men fandt, at intet var "fremkommet til bestyrkelse af" mistanke om spionage.
Heller ikke efter, at PET modtog oplysninger fra dobbeltagenten Oleg Gordijevskij i 1970'erne, kom Dat og Zoya under særlig mistanke. Først efter Berlinmurens fald kom oplysninger fra udlandet om de to, og PET overvejede en straffesag.
Dat og Zoya var en del af et større spionnetværk, der af PET-kommissionen blev kaldt "den alvorligste ideologisk-motiverede spionageaktivitet foretaget på dansk jord i 1960’erne": Kholm-gruppen. Agenten, Kholm, der gav navn til gruppen, var biokemiker og amerikansk statsborger. Foruden ham bestod gruppen ifølge PET's oplysninger af seks danske statsborgere .
I slutningen af 1960'erne førte PET en dobbeltagent i den såkaldte Operation Samson.
Kilden havde haft kontakt til danske nazister og fik senere som agent infiltreret det trotskistiske miljø, hvorfra kilden leverede information til PET.
Gennem de såkaldte Fredens Hav-arrangementer lykkedes det PET at få kilden hvervet som Stasi-agent i 1968.
Derved fik PET indblik i Stasi's hvervningsaktioner og -metoder og ydermere mulighed for at identificere danske statsborgere med kontakt til Stasi.
Stasi ønskede dog information om den danske venstrefløj, så som Stasi-agent leverede dobbeltagenten information om Venstresocialisterne og danske trotskister til Stasi med PET's accept.
En anden lignende sag var PET's føring af Julie Szabad, der infiltrerede Danmarks Kommunistiske Ungdom. Hun blev hvervet i 1967 og rejste med unge kommunister til Østtyskland i 1968 og 1969. Under opholdet i 1969 lod hun sig hverve som Stasi-agent, men PET ønskede ikke at føre hende som dobbeltagent og forbød hende at rejse til Østtyskland igen.
I 1965 blev PET involveret i efterforskninger om en trotskistisk bombesag, Randersbomben.
Senere, i 1969, blev PET involveret i en anden sag med den trotskistiske gruppering Trotylbanden, som havde stjålet trotyl fra Hæren. PET havde modtaget oplysninger om, at banden planlagde militante aktioner mod firmaerne Terma og DISA.

#### Nedsættelse af Wambergudvalget
Siden begyndelsen af Den Kolde Krig havde der været debat om PET's registreringer af borgere.
Særlig i 1964 blussede debatten op.
Mads Nissen Styrk, en debattør og venstrefløjsaktivist, påstod omkring årsskiftet 1963/1964, at antallet af registreringer af danske statsborgere var 400.000.
SF foreslog en undersøgelse af PET, og regeringspartiet Det Radikale Venstre kom med ideen om et kontrolorgan.
PET's daværende chef, Mogens Jensen, oplyste Hans Hækkerup, at PET systematisk registrerede medlemmer af SF.
Man var derfor klar over i regeringen, at hvis man oprettede et parlamentarisk kontrolorgan, skulle man enten holde SF uden for udvalget eller fortælle partiet, at dets medlemmer blev systematisk registreret.
Enden blev, at regeringen i sommeren 1964 nedsatte et fire mand stort udvalg med tavshedspligt, hvor også repræsentanter fra PET og Forsvars-, Justits- og Udenrigsministerierne havde mulighed for at deltage. I daglig tale kom det til at hedde Wambergudvalget og skulle "føre tilsyn med politiets efterretningstjenestes registrering og videregivelse af oplysninger".
I december 1965 gav Warmbergudvalget udtryk for, at de ville udføre stikprøvekontrol af det 20.000 kartotekskort store arkiv hos Afdeling E, Københavns Politi.
Straks efter gav Justitsministeriet ordre til, at arkivet skulle destrueres, og udvalget havde derfor ikke noget at kontrollere.
Da afdelingen heller ikke længere havde noget arkiv, blev det besluttet, at Afdeling E skulle føres ind under PET.
PET blev dermed landsdækkende.

#### Regeringserklæringen af 30. september 1968
I januar 1968 fik Danmark ny VKR-regering under statsminister Hilmar Baunsgaard.
Regeringspartiet Det Radikale Venstre anså det for et problem, at PET registrerede personer udelukkende på baggrund af medlemskab af politiske partier.
Efter et møde i Regeringens Sikkerhedsudvalg fremkom regeringen med en erklæring den 30. september 1968, hvori det blandt andet hed, at:
| „ | …registrering af danske statsborgere ikke længere må finde sted alene på grundlag af lovlig politisk virksomhed. | “ |

Et hemmeligt tillæg af 14. september 1968 bestemte, at registreringen af danske statsborgere kunne foretages for eksempel for personer, som enkeltvis eller som gruppe udøver virksomhed, der "er egnet til at forårsage uroligheder", eller personer, der har forbindelse til udlændinge, der formodes af udøve forbrydelse mod rigets selvstændighed og sikkerhed.
Formuleringen "er egnet til at forårsage uroligheder" betød, at personer involveret i bombesprængninger og gadekampe, kunne registreres.
Konkret kunne trotskister, anarkister og medlemmer af Venstresocialisterne registreres.
Udlændige, der formodedes at udøve spionage, var personer fra Østblokken,
så personer, der havde kontakt til ambassademedarbejdere eller rejste i Østblokken, kunne registreres. Det omfattede stort set samtlige fremtrædende medlemmer af DKP.
I et yderligere notat præciserede PET's daværende chef, Arne Nielsen, den 19. december 1968, at ledende medlemmer af DKP, Venstresocialisterne, Danmarks Kommunistiske Ungdom og Socialistisk Ungdoms Forum kunne registreres.

### 1970'erne
I begyndelsen af 1970'erne tog PET kontakt til den danske trotskist Kasper Neergaard.
To PET-medarbejdere udgav sig for at være fra et svensk magasin og tilbød Neergaard penge.
Baggrunden til PET's kontakt var blandt andet, at de havde fået oplysninger om, at der skulle være et sprængstoflaboratorium i det trotskistiske miljø i København, og at udenlandske myndigheder mente, at der foregik våbentransporter på dansk grund.
Neergaard fortalte PET om arbejdet med sprængstoffer, men den 31. oktober 1971 stoppede PET's kontakt til Neergaard. I en artikel i Politiken afslørede Neergaard de to PET-medarbejdere.
Efter denne sag ændrede PET procedurerene for håndtering af deres kilder.
I midten af halvfjerdserne førte en PET-overvågning af Bent Weibel, der var medejer af våbenfabrikken Wejra, til en sag om spionage, og Weibel modtog en dom på 8 års fængsel.
Gennem aflytning af Weibels telefon opdagede PET, at der også skete overtrædelse af våbenloven, og at de involverede søgte at omgå beskatning.
Sagen førte til, at Johan Schrøder og en anden Wejra-aktionær idømtes otte måneders fængsel den 12. marts 1980 i Frederiksberg Birkeret.
I slutningen af 1976 begyndte PET en overvågning af en anden dansk virksomhed, de mistænkte for ulovlig eksport til Østblokken.
Der var tale om virksomheden Allimex med en østrigsk statsborger i spidsen.
Ifølge efterforskningen havde Allimex eksporteret natkameraer og 750 mikrofoner indbygget i slipsenåle.
En af de ansatte var en dansk svagstrømsingeniør med forbindelse til Stasi og GRU, og PET afhørte ham i 1987.
Med Frederiksbergs kriminalpoliti blev der udarbejdet et anklageskrift, men sagen strandede af ukendte årsager hos Rigsadvokaten eller Justitsministeriet.
Ejeren og de danske direktører immigrerede til Schweiz i begyndelsen af 1980'erne.

PET fik i 1978 afsløret Jörg Meyer, en Romeo-agent, der virkede for Stasi. Med et charmerende væsen forførte han en række kvinder heriblandt den 29-årige danske sprogstuderende Karen Vinten, som han overtalte til at ansøge om job hos det danske Udenrigsministerium og stjæle dokumenter derfra. Meyer blev idømt en straf på 6 års fængsel, mens kvinden fik halvandet års fængsel.
Sidst i 1970'erne udviste Danmark CIA-agenter, efter de ulovligt havde aflyttet den nordkoreanske ambassade i København.
Af hensyn til USA blev udvisningen hemmeligholdt, og offentligheden fik først kendskab til sagen i 2012.

### Dobbeltagenten Gordijevskij
I midten af 1970'erne hvervede en udenlandsk efterretningstjeneste i samarbejde med PET den sovjetiske KGB-agent Oleg Gordijevskij.
Han blev en af de vigtigste dobbeltagenter for de vestlige efterretningstjenester i den kolde krig.
Igennem omkring 10 år leverede han informationer om sovjetiske agenter og kontakter i Danmark til PET:
Imellem 1975 og 1978 videregav Gordijevskij information om 10 Radikale Venstre politikere med KGB-kontakt.
Blandt dem var Meta Ditzel med dæknavnet Dana, der af Gordijevskij blev karakteriseret som en "typisk naiv" fredsarbejder, og PET fandt at hun mødtes med KGB-officerer.
I 1977 gjorde Gordijevskij PET bekendt med Holger Vivikes agent-status. PET havde ikke selv opdaget, at han i 1966 var hvervet af KGB og ført igennem omkring 10 år.
På baggrund af Gordijevskijs oplysninger fik PET i 1978 identificeret formanden for Jord- og Betonarbejdernes Fagforening, Svend Aage Eggert Jensen, som KGB-agent med dæknavnet Brigadir.
Eggert Jensen havde udført "aktive foranstaltninger" i 1960'erne og PET havde allerede i 1969 modtaget information om hans aktiviteter, men det var først Gordijevskij der gjorde dem sikker.
Gordijevskij fortsatte med at levere materiale op gennem 1980'erne indtil han blev afsløret og afhoppede til Vesten i juli 1985. Blandt de personer, som Gordijevskij havde KGB-oplysninger om, var justitsminister Ole Espersen, trafikminister Svend Horn, forfatteren Arne Herløv Petersen og journalisten Jørgen Dragsdahl.
Ifølge oplysningerne hvervede KGP Svend Horn med dæknavnet Kreon i midten eller slutningen af 1960'erne og han virkede frem til 1973.
Han skulle have anset sig selv for en vigtig agent, men Gordijevskij vurderede ikke hans oplysninger højt, og Horn kan have været en "papiragent" der var opfundet af bureaukratiske og karrieremæssige grunde af KGB-officerer.
Det var først i 1985 hvor Gordijevskij afhoppede at PET kunne anvende hans materiale i en eventuel retssag.
Selv da førte det ikke til en tiltale.
Horn figurede ikke i PET's senere Mitrokhin-materiale de fik adgang til i 1990'erne og Horn var en gammel mand og døde i 1992.
PET begyndte aflytning af Herløv Petersens hjem i 1979 og han blev anholdt den 3. november 1981.
PET kunne på det tidspunkt ikke benytte Gordijevskij-materialet, og i en retssag i 1982 fik Herløv Petersen tiltalefrafald.

### 1980'erne
En af PET's vigtigste opgaver i 1980'erne var at undersøge forhold i arbejdsmarkedet:
Om ulovlige aktioner kunne udvikles fra demonstrationer og faglige konflikter.
Derfor havde PET intens overvågning af SiD, Sømændenes Forbund og "Det Frække Udvalg".
BZ-bevægelsen var begyndt i foråret 1980 med Slaget om Bryggeren og PET mente at de kunne udnytte faglige konflikter til ulovlige aktioner.

#### Efterforskning af venstrefløjs-aktioner i Aarhus
I begyndelse af 1980'erne var Aarhus hjemsted for politisk hærværk og brandattentater fra ekstremistiske venstreorienterede grupperinger.
PET satte agenten Anders Nørgaard med dæknavnet Zeus ind i det venstreorienteret miljø. Han leverede en mængde oplysninger til PET, men det lykkedes dem ikke at opklare forbrydelserne.
Brandattentaterne skete i 1980. Den 27. januar forvoldte en molotovcocktail mindre skade i Føtex.
City-konto blev ramt den 27. marts, da brandbar væske blev hældt ind gennem brevsprækken.
Den samme metode anvendtes mod politimester Erik Christensens private lejlighed i Assensgade den 4. april og senere mod to virksomheder. Politimesteren var til alt held bortrejst. Den 4. juli udbrændte IBM's indgangsparti. Terma blev også forsøgt stukket i brand den 8. september, og den 18. september udbrændte den britiske konsuls kontor.
En gruppe, der kaldte sig Danmarks Socialistiske Befrielseshær (DSB), tog ansvaret for brandattentatet mod politimesterens lejlighed og Føtex i et brev den 8. april, mens en gruppe anarkister der kaldte sig Statsfjenderne eller Saftevandsfronten tog ansvaret for aktionerne mod Terma og IBM.
PET efterforskede disse aktioner sammen med Rigspolitiets Rejsehold.
Den 15. september 1980 døde Jens Holger Jensen i en trafikulykke på Viborgvej i Århus. Jens Holger Jensen var medlem af Manifest-Kommunistisk Arbejdsgruppe. En PET-medarbejder mente, at der var en forbindelse mellem DSB og Manifest-Kommunistisk Arbejdsgruppe.
To dage efter, natten mellem den 16. og 17. september, nedbrændte møbelhuset Cebra, som lå 200 meter fra hvor Jens Holger Jensen døde og DSB påtog sig ansvaret for branden. PET foretog en del efterforskning, men kunne ikke finde en sammenhæng.

#### Registrering af den ekstreme højrefløj
Ved Dronning Elizabeths besøg i Århus i maj 1979 havde Frede Farmand forsøgt at få kontakt til PET.
Først via Forsvarets Efterretningstjenestes mellemkomst fik Farmand kontakt,
og først i 1985 søgte PET's århusianske regionskontor om godkendelse af Farmand som kilde.
Farmand havde store mængder optagelser blandt andet fra danske nazistiske miljøer som interesserede PET og udenlandske efterretningstjenester.
I perioden 1988–1991 havde PET og Farmand ændret den danske nazist Povl Heinrich Riis-Knudsen computer således at Farmand kunne kopiere det nazistiske forlag Nordlands debitorkartotek.
PET og Farmands samarbejde fungerede indtil 1993.

### Efter Berlinmurens fald
Efter Berlinmurens fald efterforskede PET en række sager om spionage til fordel for Østtyskland.
Nye oplysninger kom frem fra Stasi-arkivet via de såkaldte SIRA-bånd, der blev afkodet 1998, og det såkaldte Rosenholz-arkiv, som amerikanerne havde opnået adgang til.
I 1990'erne fik PET også yderligere oplysninger om sovjetisk spionage gennem afhopperen Vasilij Mitrokhin.
Flere kontraspionage-sager fra tiden kendes:
En offentligt ansat i Danmark udleverede oplysninger fra Folkeregistret til en russiske efterretningstjeneste. Personen blev dømt i 1992 og en diplomat udvist.
I Lenz-sagen var en dansk EU-embedsmand mistænkt for samarbejde med østtyskerne.
Han blev anholdt i 1999 og sad i mere end 100 dage i fængsel før, justitsministeriet besluttede ikke at rejse tiltale, fordi sagen lige akkurat var blevet forældet.
I 2002 blev en tolder fra Rødby idømt fire måneders fængsel for spionage til fordel for Stasi.
Efter at være blevet forelsket i en østtysk kvinde afpressede Stasi ham og hvervede ham få måneder før Berlinmurens fald i 1989.
Den 16. marts 1992 døde den 29-årige familiefar Henrik Christensen af den såkaldte Søllerødgadebombe, der sprang i Internationale Socialisters (IS) kontor i Søllerødgade på Nørrebro. Det fik PET til at aflytte IS og til at efterforske det højreekstremistiske miljø. Mordet forblev uopklaret. En nynazist fik dog 20 dages betinget fængsel efter fund af TATP ved en ransagning i hans lejlighed.
I 1993 afhørte PET den danske statsborger Francesco Gullino i forbindelse med paraplygiftmordet på Georgi Markov i 1978 i London. Af mangel på beviser løslod PET dog Gullino efter en 11-timers afhøring.
I denne tid havde PET kontakt til rockeren Dan Lynge.

### Førstegenerations-jihadister
I 1990'erne fik PET også den første større sag om islamistisk terrorisme med den såkaldte Egypter-sag.
Sammen med Aarhus Politi og USA's FBI efterforskede de tre jyske arabere.
Efter at de tre arabere havde sat ild til et hus i Tranbjerg den 31. august 1993, fandt politiet ved en ransagning belastende materiale, der efter to og et halvt års efterforskning førte til en retssag i februar 1996 ved Vestre Landsret.
De tre blev frifundet i terrorismeanklagerne på trods af fundet af både en kemikalieliste med kemikalier der kunne anvendes til sprængstoffer og at de tre jyske arabere kunne forbindes til grupperinger i Afghanistan og folkene bag terrorbomben i World Trade Center.
Således blev denne første islamistiske terrorsag i Danmark et stort nederlag for PET med "Spion-politiet ydmyget" som en af avisoverskrifterne.
Sagen betød dog at myndighederne fik kortlagt det muslimske miljø i Danmark og indblik i fundamentalistiske muslimer.
Under denne tid havde PET også rettet opmærksomheden mod Abu Talal der havde fået politisk asyl i Danmark på trods af en dødsdom in absentia i Egypten.
Han propaganderede militant islamisme og blev senere som det første kendte tilfælde bortført i CIA's hemmelige fangeprogram.
En anden kontroversiel asylsøger i 1990'erne, hvor PET blev inddraget, var den tidligere irakiske hærchef Nizar Abdul-Karim, der i juli 1999 med kone og børn søgte politisk asyl i Danmark.
Han blev senere på tålt ophold sigtet for overtrædelser af menneskerettighederne, men forsvandt fra Danmark i 2003.

### Muslimske sager efter 11. september 2001
Terrorangrebet den 11. september 2001 betød en større ændring hos PET.
Medarbejderstaben blev fordoblet så der var omkring 700 ansatte i 2007.
I 2000'erne gennemførte Folketinget en række terrorpakker hvor PET fik øget mulighederne for at indhentet oplysninger hos andre myndigheder og luftfartsselskaber samt at foretage ransagninger, telefonaflytning og Internet-overvågning.
PET's omdømme i befolkningen blev også mere positiv.
PET hvervede den tidligere danske konvertit Morten Storm som agent i 2006.
Frem til 2011 virkede han blandt andet i Yemen, hvor han var involveret i jagten på Anwar al-Awlaki.
En del sager der involverede PET opstod efter Muhammed-tegningerne:
I begyndelsen af 2008 blev fem personer med muslimsk baggrund anholdt, ifølge PET for at forhindre et terrorrelateret drab af Muhammed-tegneren Kurt Westergaard.
I denne såkaldte Tunesersag fik PET's oplysninger to tunesere administrativt udvist.
En sag om fængslingen af tuneserne førte dog til at Højesteret ikke fandt PET's beviser tilstrækkelige.
Senere, i begyndelsen af 2010 blev Westergaard angrebet i sit eget hjem af den 29-årige somalier og islamisk terrorist Muhudiin Mohamed Geele. Det fik PET til at oprette en vagtstue i haven hos Westergaard.
I slutningen af 2010 forhindrede PET i samarbejde med svenske Säpo øjensynligt et vidt fremskreden terrorforsøg i Danmark, der var rettet mod JP/Politikens Hus:
Politiet anholdte tre svenske muslimer i besiddelse af en maskinpistol. Ifølge PET planlagde de tre en skudmassakre.
Over et år senere var PET igen involveret i terror-efterforskningen med en sag mod tre personer i besiddelse af automatvåben. Her var der tale om "en herboende 22-årig jordansk statsborger, en herboende 23-årig tyrkisk statsborger og en 21-årig dansk statsborger bosiddende i Egypten."
Statsminister Anders Fogh Rasmussens ønske om posten som NATO's generalsekretær i 2009 blev i første omgang hindret af Tyrkiet.
For at imødegå Tyrkiets bekymringer lovede de danske myndigheder at arbejde henimod en lukning af den kurdiske tv-kanal Roj TV, der opererede fra Danmark.
PET var inddraget i sagen, og de danske myndigheder forsøgte at finde ud af om Roj-TV kunne beskyldes for skatteunddragelse eller terrorfinansiering af PKK.
Sagen blev i Danmark afgjort i 2014, da Højesteret fandt at myndighederne kunne fratage tv-stationen dens sendetilladelsen.
Landsretten havde tidligere fundet tv-stationen skyldig i terrorvirksomhed.
Den 5. februar 2013 blev Lars Hedegaard udsat for et attentatforsøg ved sit eget hjem af hvad der senere blev identificeret som en 26-årig danskpalæstinenser.
En blå VW Transporter påkaldte sig opmærksomhed omkring gerningsstedet, og en da ukendt person havde købt den seks uger før attentatforsøget under falsk navn og havde opgivet en ikke-eksisterende adresse på det ganske lille stræde Murciagade.
En PET-efterforsker undrede sig over at personen havde valgt at opgive en så lille gade og mente at det måtte skyldes en tilknytning til stedet, hvilket medførte et tjek af bopælsregistret.
En efterforsker ved PET genkendte et navn blandt tidligere beboere. Den tidligere beboer havde forbindelse til både Glostrupsagen og Glasvejsagen. Yderligere efterforskning betød at personen blev den eneste reelle mistænkte i sagen.
Gerningsmanden var da flygtet til udlandet. Senere blev han formodet dræbt i den syriske borgerkrig i 2017.

### Ikke-muslimske sager efter 11. september 2001
Den 8. december 2010 blev kantinen i PET's hovedkvarter udsat for et brandattentat med skader for tre millioner kroner til følge. Gerningsmændene knuste en rude og hældte brandbar væske ind.
Yderligere brandattentater skete mod den græske ambassade i april 2011 og mod politiets datacentral i Hvidovre.
I april 2012 rejste rigsadvokaten tiltale om terror mod fem unge mænd i sagen.
Gruppen skulle angiveligt have planlagt flere overfald og attentater.
Det var en gruppe af venstreekstremister.
PET havde overvåget dem og installeret aflytning i Rejsestalden på Christiania hvor de samledes og diskuterede deres brandattentater.
Derfor kunne politiet anholde nogle af dem på fersk gerning da de den 26. april 2011 forsøgte sig med brandstiftelse mod Politiskolen i Brøndbyøster.
Ransagning på Christiania fandt molotovcocktails, nødblus og beholdere med benzinrester og kemikalier.
Østre Landsret idømte dem fængselsstraf for brandstiftelse, dog blev de frikendt for ildspåsættelsen af PET's hovedkvarter.
De blev ikke dømt for terror, selvom brandstiftelserne var politisk begrundet.
Nogle år senere, til Morten Skjoldagers bog Syv år for PET, udtalte PET's daværende chef Jakob Scharf:
| „ | Men det er selvfølgelig interessant at se på forskellem mellem den sag og tidligere terrorsager, vi har haft i Danmark. Man kan godt spørge sig selv, om resultatet var blevet fuldstændigt det samme, hvis de tiltalte ikke havde været etniske danske. | “ |

Under regeringsdannelsen efter Folketingsvalget 2011 måtte PET se deres informationer blive brugt som forklaring på den kommende statsminister Helle Thorning-Schmidt valgte at se bort fra Henrik Sass Larsen som finansminister.
Offentligheden kendte først ikke til detaljerne i PET's vurdering, og der fremkom en del spekulation og debat.
Den fremmeste spekulation var Sass Larsens relation til den ledende Bandidos-rocker Torben Ohlsen Jensen (også kaldet 'Suzuki-Torben'). Den tidligere PET-chef Hans Jørgen Bonnichsen mente dog ikke at forholdet på nogen måde kunne udgøre en sikkerhedsrisiko.
Senere valgte justitsminister Morten Bødskov at udlevere PET's notat til Sass Larsen og fritage ham fra den tavshedspligt han var blevet pålagt. I sommeren 2012 offentliggjorde Sass Larsen det delvist censurerede notat,
og offentligheden fik dermed et sjældent indblik i den del af PET's arbejde.
I november 2011 modtog PET oplysninger i hvad der senere blev refereret til som Se og Hør-sagen.
PET modtog i april 2014 igen oplysninger i sagen.
PET valgte ikke at gå videre med sagen, — et valg som daværende justitsminister Karen Hækkerup kaldte "pokkers ærgerligt".
I 2012 blev den finske professor ved Københavns Universitet Timo Kivimäki tiltalt efter den såkaldte milde spionparagraf.
Han skal under møder have givet russiske agent information og leveret navne på personer til den russiske efterretningstjeneste.
PET skal siden 2002 have overvåget Kivimäki og have anholdt ham den 8. september 2010.
Professoren blev ved Retten i Glostrup idømt fem måneders fængsel.
En af de største hacker-sager i Danmark udspandt sig i 2012 og de følgende par år.
I sagen blev den kendte svenske hacker Gottfrid Svartholm anholdt i midten af 2012.
Svensk politis undersøgelse af hans computer førte til at Säpo i september og oktober 2012 rettede en uformel henvendelse til PET om en bestyrket mistanke om elektronisk angreb mod danske interesser.
Hackningen skaffede adgang til kørekortsregistret med CPR-numre, Schengen-registret og kodeord og e-mail for flere tusinde tjenestemænd og førte til at medlemmer af regeringen blev hasteindkaldt Grundlovsdag 2013.
Allerede i juni 2012 havde politiet modtaget en henvendelse fra svensk politi og den lange responstid fik justitsminister Mette Frederiksen til at sige "at Rigspolitiet og Politiets Efterretningstjeneste på daværende tidspunkt havde en efterforskningsmæssig kapacitet på cyberområdet, som må betegnes som ikke fuldt tilstrækkelig."
Efterfølgende etablerede Rigspolitiet Nationalt Cyber Crime Center.

### Syriensfarer og skuddramaerne i København
En række danske statsborgere og udlændinge med dansk opholdstilladelse valgte at tage til Syrien for som krigere at deltage i den syriske borgerkrig.
Det drejede sig overvejende om unge sunnimuslimske mænd.
I sommeren 2013 vurderede PET det drejede sig om mindst 65 personer, og PET anså da disse personer som "en af de alvorligste sikkerhedstrusler i det danske samfund", da krigen kunne gøre dem radikaliserede og trænet i kamp.
I 2014 var truslen ikke blevet mindre da tallet var vokset til mindst 100 personer.

PET kunne i 2015 meddele at hver femte syriensfarer havde været fængslet.
Den 14. februar og natten til den 15. februar skete Skuddramaerne i København 2015.
Her døde to personer og to PET-betjente blev såret ved et arrangement på Krudttønden.
I forbindelse med offentliggørelsen i maj 2015 af myndighedernes redegørelse efter angrebet fratrådet PET-chefen Jens Madsen sin stilling.
Finn Borch Andersen blev konstitueret chef den 1. juni 2015 og ny chef fra den 1. januar 2016.

## PET's opgaver
PET's formål er først og fremmest at forebygge og modvirke de forbrydelser der er nævnt i straffelovens kapitel 12 og 13. Kapitel 12 handler om "Forbrydelser mod statens selvstændighed og sikkerhed". Kapitel 13 handler om "Forbrydelser mod statsforfatningen og de øverste statsmyndigheder m.v.". Kort sagt handler de to kapitler om samfundsundergravende virksomhed.
PET's hovedopgaver kan skrives med følgende overskrifter
- Kontraspionage
- Kontraterrorisme
- Kontraekstremisme

PET har har også en række opgaver som yder forebyggende sikkerhed, f.eks. sikkerhedskoordination, personbeskyttelse, dokumentsikkerhed og lignende.

### Sikkerhedsgodkendelse
PET foretager undersøgelser af personer der skal arbejde med klassificeret information.
Der undersøges om personen har strafbare forhold, misbrugsproblemer, økonomiske problemer og efter andre relevant oplysninger samt om personen er pålidelig i håndteringen af fortrolige oplysning.
Også hemmeligt utroskab og skabshomoseksualitet kan have vægt i en sikkerhedsgodkendelse.
Eksempler på stillinger hvor PET sikkerhedsgodkender er security-arbejdere i Københavns Lufthavn.
Ministre undersøges også.
I disse tilfælde er der dog ikke tale om en formel sikkerhedsgodkendelse, men en opstået praksis, hvor Statsministeriet retter henvendelse til PET om sikkerhedsundersøgelser af kommende ministre før det endelige hold sættes.
Kendte tilfælde hvor PET's oplysninger har skabt overvejelser i forbindelse med regeringsdannelsen er Ole Espersen og Henrik Sass Larsen.

### Organiseret kriminalitet
I Center for Organiseret kriminalitet beskæftiger PET sig med organiseret kriminalitet, der har professionel karakter, er grænseoverskridende, international og begået med trusler, våben og vold.
PET har blandt andet brugt ressourcer i forbindelse med bandekonflikten og samarbejder med politiets bandeenhed.
I efterforskningen af våbenrøveriet mod Antvorskov Kaserne den 4. januar 2009 medvirkede Center for Organiseret kriminalitet også, og Politiets Aktionsstyrke og Observationsstyrke deltog i anholdelserne.

### Livvagtsopgaver
Personbeskyttelsen foregår med PET's livvagtsstyrke som beskytter medlemmer af regeringen, enkelte politikere og udenlandske ambassadører samt medlemmer af Kongehuset.
Livvagtsstyrken beskytter også udenlandske gæster og offentlige personer i Danmark afhængig af omstændighederne.
Blandt de beskyttede har været en række personer der med deres udtalelser har påkaldt sig muslimers vrede, blandt andet Pia Kjærsgaard, Kurt Westergaard og Yahya Hassan.
Af arrangementer med udenlandske gæster og med PET's livvagters involvering har til eksempel været FN-topmødet i Danmark i 1995, Prinsesse Dianas private besøg i 1995, Salman Rushdies omtalte besøg i 1996 og den amerikanske præsident Bill Clintons besøg i 1997.
I livvagtsstyrken er specialenheden Gamma 10.

### Vidnebeskyttelse
Blandt PET's særlige operationer er vidnebeskyttelse indenfor vidnebeskyttelsesprogrammet der i Danmark har eksisteret siden 2001.
I særlige tilfælde kan der være tale om identitetsskifte og emigration til et andet land.
PET oplyser ikke nærmere om fremgangsmåden og i hvilket omfang programmet anvendes.
Offentligheden har dog fået kendskab til at Kasper Vetter, der vidnede mod Hells Angels, har gennemgået PET's vidnebeskyttelsesprogram.

## Organisation og personale
| PET's ledelse gennem tiden |
| --- |
| - 1945-1949: Troels Hoff (REA, suspenderet) - 1949-1950: Alex Haslund (REA) - 1950-1957: Ernst Brix - 1957-1964: Ernst Mogens Jensen - 1964-1970: Arne Nielsen (døde i embedet) - 1970-1975: Jørgen Skat-Rørdam (konstitueret 1970-71) - 1975-1984: Ole Stig Andersen (konstitueret 1975-7?) - 1984-1988: Henning Fode - 1988-1988: Anders Walsted Hansen - 1988-1993: Hanne Bech Hansen - 1993-2002: Birgitte Stampe - 2002-2007: Lars Findsen - 2007-2013: Jakob Scharf - 2014-2015: Jens Madsen - 2015-: Finn Borch Andersen |

PET har hovedkontor på Klausdalsbrovej i Søborg og et regionskontor i Aarhus.
Efter Terrorsagen fra Vollsmose oprettede PET en afdeling i Odense.
Der var ydermere medarbejdere tilknyttet på politikredsene i Jylland og på Sjælland og Fyn,
men i 2009 omorganiserede PET, således at jyske PET-medarbejdere blev tilknyttet PET's regionskontor i Aarhus og PET-medarbejdere på Sjælland og Fyn blev tilknyttet hovedkvarteret i Søborg.
Pr. 1. september 2010 var der i alt cirka 780 medarbejdere hos PET:
73% politiansatte, 16% administrative ansatte og 11% var civilt ansatte.
De ansatte er politifolk, kontorpersonale, jurister og andre akademikere, kommunikationsfolk, oversættere og teknikere. Som PET er organiseret i 2012 ledes organisationen af en politimester og er inddelt i seks afdelinger: Administrationsafdelingen, Juridisk afdeling, Operativ afdeling, Sikkerhedsafdeling, Afdeling for forebyggende sikkerhed og Center for terroranalyse.
Chefen for PET refererer som noget særligt direkte til justitsministeren konkret repræsenteret ved chefen for ministeriets politikontor.
To udvalg, Wamberg-udvalget og Folketingets udvalg vedrørende Efterretningstjenesterne, fører kontrol med PET.
Ole Stig Andersen var chef for PET fra 1975 til 1984,
Derefter Henning Fode.
Anders Walsted Hansen i 1988.
Hanne Bech Hansen blev i 1988 den første kvindelig chef for PET.
Birgitte Stampe blev chef fra 1993 til 2002.
Den 12. marts 2002 overtog Lars Findsen jobbets som chef.
Jakob Scharf blev udnævnt til chef den 1. maj 2007.
Hans Jørgen Bonnichsen har været operationel chef hos PET frem til 2006.
Andre tidligere operationelle chefer har været Per Larsen, Niels Schmidt og Mikael Lyngbo.
Den tidligere terrorforsker Anja Dalgaard-Nielsen blev i 2008 ansat som chef i afdelingen for forebyggende sikkerhed.
PET's chef rekrutteres gerne fra Justitsministeriet, men Hanne Bech Hansen og Birgitte Stampe er eksempler på at chefen også kan findes hos politiet.

## Internationalt samarbejde
De amerikanske efterretningstjenester samarbejder med internationale parter i en løgmodel, hvor det inderste internationale samarbejde er det såkaldte "5-eyes" bestående af de engelsktalende lande Storbritannien, Canada, Australia og New Zealand.
Danmark er med i det næste lag, det såkaldte "9-eyes", der foruden 5-eyes og Danmark ifølge visse presserapporter består af Frankrig, Holland og Norge. Næste lag skulle også omfatte Tyskland, Belgien, Italien, Spanien og Sverige i "14-eyes".
Et NSA-dokument i tilknytning til Edward Snowdens læk omtaler Danmark i andet lag ("Tier B") med "fokuseret samarbejde". Denne gruppe omfatter også Østrig, Belgien, Tjekkiet, Tyskland og Grækenland.
Før Hanne Bech Hansen kom til som PET-chef i 1988 havde PET et usædvanligt samarbejde med den israelske efterretningstjeneste Mossad, derved at en israelsk person var stationeret på Bellahøj Politistation, hvor PET da havde hovedkvarter.
I Terrorsagen mod Jyllands-Posten i december 2010, hvor svenske islamistiske terrorister havde planer om et guerillalignende angreb, havde PET samarbejde med den svenske søsterorganisation Säpo, der førte til en succesfuld arrestation før terroristerne gennemførte deres angreb. Pressen betegnede det som "et tilsyneladende forbilledligt samarbejde".

## Kontroverser og kritik

### Troels Hoff og Ernst Brix
Sikkerhedstjenestens to første markante ledere efter krigen kom begge i uvejr.
Politiinspektør Troels Hoff blev suspenderet den 9. juli 1949.
Flere politifolk var anklaget for at have modtaget bestikkelse i den såkaldte Edderkoppesag.
Hoff sørgede ulovligt for at en tysker fik opholdstilladelse og som tak modtog Hoffs kone en pels.
Højesteret dømte Hoff i oktober 1951 og han gik på pension på grund af sygdom.
Sagen mod Ernst Brix begyndte i 1954 da Ekstra Bladet med chefredaktør Leif Hendil begyndte at anklage Brix for embedsmisbrug. Anklagerne lød på ansættelse af familiemedlemmer i PET, private udflugter i tjenestebil og istandsættelse af egen bolig for offentlige midler.
Omtalen medførte en tjenestemandsundersøgelse af Brix' embedsførelse, hvor de tre PET jurister Morten Jensen, Arne Nielsen og Ole Stevns oplyste at de havde mistet tilliden til Brix. Brix derimod anlagde sag om æreskrænkelse mod Hendil.
Brix vandt i byretten over Hendil, men Brix blev også sendt på sygeorlov og tildelt en irettesættelse.

### PET kommission
I 1999 blev der på Folketingets foranledning nedsat en kommission PET-kommissionen der skulle undersøge PET's efterretningsvirksomhed i forhold til politiske partier og ideologiske bevægelser i Danmark. Regeringserklæringen 1968 der blev fremsat af justitsminister Knud Thestrup på vegne af VKR-regeringen i september 1968, slog nemlig fast, at "registrering af danske statsborgere ikke længere må finde sted alene på grundlag af lovlig politisk virksomhed".
PET-kommissionen gennemførte sin analyse og konkluderede om overvågningen i beretningens p. 311 i bind 3, at PET i det væsentlige havde overholdt de retningslinjer, der er fastlagt i regeringserklæringen og om overvågningen af af Danmarks Kommunistiske Parti (DKP) konkluderedes p. 344 i beretningens bind 6, at Kommissionen ikke havde fundet holdepunkter for, at PET har overtrådt regler og retningslinjer fastsat af Folketinget eller regeringen.

### Blekingegadebanden
PET-kommissionen undersøgte PET's håndtering af sagen om Blekingegadebanden.
I Peter Øvig Knudsens tobindsværk fra 2007 om banden havde flere politifolk kritiseret PET's rolle i efterforskningen.
I deres rapport udgivet i juni 2009 skrev PET-kommissionen, at PET og Justitsministeriet ikke havde lagt hindringer i vejen for Lyngby Politi i opklaringen af et røveri i 1983, og at Lyngby Politi fik de nødvendige oplysninger.
At PET-kommissionen frifandt PET, betød dog ikke, at deres rolle i sagen om Blekingegadebanden var færdigbehandlet.
Allerede før PET-kommissionen aflagde deres rapport planlagde justitsminister Lene Espersen en ny kommission, der skulle undersøge Blekingegadesagen.
Yderligere debat om PET skabtes af bogen om efterforskningslederen af sagen om Blekingegadebanden, Jørn Moos.
Denne bog, Politiets hemmeligheder, blev udgivet i efteråret 2009,
og deri hævdede Moos, at PET lå inde med oplysninger, og at PET hindrede det øvrige politi i at opklare bandens kriminalitet.
I bogen påstod han, at banden nærmest arbejdede under PET-beskyttelse.
En af forfatterne til bogen, journalisten Anders-Peter Mathiasen, kaldte det "den vildeste historie, jeg endnu har beskæftiget mig med".
Beskyldningerne medførte i 2010 igen et krav om en undersøgelse af PET's håndtering af Blekingegadebanden.
Kommissionen blev nedsat med landsdommer Jens Rosenløv som formand, og den planlagde at afhøre 65 mennesker i første halvår af 2012.
Under undersøgelsen i Østre Landsret oplyste en PET-betjent/analytiker i februar 2012, at han havde udfærdiget en cirka 10 sider lang rapport om banden i foråret 1986. Rapporten var afleveret til Per Larsen.
Kommissionen kunne ikke umiddelbart finde rapporten blandt de cirka 200.000 sider, de lå inde med.
Men i april 2012 havde kommissionen fundet dokumentet, og PET-betjenten kom til en fornyet afhøring.
I rapporten var Blekingegadebanden beskrevet som "særdeles professionel og veltrænet" , at de sandsynligvis havde begået flere grove røverier og var parate til at begå flere for at skaffe penge til PFLP.
Blekingegade-kommissionen afgav rapport i maj 2014.

### Makulering af dokumenter
I 1996 under justitsminister Bjørn Westh var PET's mapper over statsministrene Jens Otto Krag, Poul Hartling og Anker Jørgensen blevet makuleret, på trods af at Westh havde besluttet at historiske dokumenter skulle afleveres til Rigsarkivet.
Allerede i 1965 var der indgået aftale mellem Rigsarkivet og PET om retningslinjer for arkivering.
I 2012 kom makuleringen til offentlighedens kendskab.
Under Nyrup-regerings destruerede PET ikke blot personmapper på statsministrene, men blandt andet også registrering af, f.eks. Ole Sohn.
Anker Jørgensen kaldte da makuleringen en katastrofe.
Historikeren Thomas Wegener Friis hævdede, at PET måske ville skaffe beviser af vejen i forbindelse med en eventuelt kritisk undersøgelse af PET's overvågning af politikere.
En sådan undersøgelse var netop da i 1994 nedsat i Norge, den såkaldte Lund-kommission.
B.T.'s leder kaldte makuleringen for en skandale og karakteriserede det som "hærværk mod det danske samfund, fordi PET på den måde har forsøgt at forme historieskrivningen efter sit hoved".
En historiker fra PET-Kommissionen, Regin Schmidt, udtalte:
| „ | Retningslinjerne fra 1965 henviser jo direkte til personer med en fremtrædende politisk position, og en sådan person var DKPs formand. Derom kan der ikke være nogen tvivl. PETs praksis med at makulere de fleste af akterne om de folk stritter klart imod de retningslinjer, PET indgik med Rigsarkivaren. Derfor holder det ikke, når man i dag siger, at PETs makuleringer er foregået efter bogen. | “ |

Overfor PET-kommissionen havde PET forklaret at destrueringen skete for at skaffe hyldeplads.
I 2012 forsvarede PET-chef Jacob Scharf makuleringerne med at følsomme oplysning slettes når der ikke længere er brug for dem.
Bjørn Westh forsvarede makuleringerne med, at der var tale om retssikkerhedshensyn, og justitsministeren i 2012 Morten Bødskov forklarede destrueringen med at der var tale om hensyn til personer registrerede med følsomme oplysninger frem for hensynet til historikerne.
Tidligere operativ chef i PET Hans Jørgen Bonnichsen oplyste, at PET ikke foretager sletninger af markante sager uden aftale med justitsministeriets departementschef.
En anden historiker fra PET-Kommissionen, Rasmus Mariager, forsvarede sletningen med at personer der ikke har fortaget noget strafbart "har krav på, at oplysninger knyttet til deres personer slettes".
PET har før makuleret materiale, der kunne have skabt kontrovers.
Wambergudvalget ønskede i 1965 at foretage stikprøvekontrol af arkivet hos Københavns Politi Afdeling E der indeholdt 20.000 kartotekskort.
Umiddelbart efter beordrede Justitsministeriet arkivet makuleret, således at der ikke var noget at se for udvalget.
I forbindelse med sagen om agenten Anders Nørgaard fandt PET-kommissionen, at "en stor del af materialet vedrørende SAP [var] makuleret i 1998."

## Samsam-sagen
PET er sammen med FE i 2022/2023 anklaget for at svigte en person (Ahmed Samsam), som mener at han har arbejdet som agent for FE og PET.

## Skildringer af PET
PET er skildret i blandt andet biografier, kommissionsrapporter og fiktionsværker.
Erindringer fra chefer og ansatte ved PET var i lang tid et særsyn.
PET-ansatte havde livsvarigt tavshedspligt.
PET-medarbejderen Ib Norgaard's bog Spionjæger i Danmark udkom i 2003 omkring 2 år efter hans død og efter at manuskriptet havde været til gennemsyn for censur hos PET.
I 2006 udgav den tidligere operative chef ved PET, Hans Jørgen Bonnichsen, erindringerne Hånden – en PET- og politikrønike.
To år senere fulgte han den op med bogen, Frygt & fornuft – I terrorens tidsalder, der indeholdt mere generelle betragtninger om terror og terrorbekæmpelse.
Den tidligere PET chef Ole Stig Andersen udgav sine erindringer, En PET-chefs erindringer, på forlaget Sohn i august 2012.
Søren Steen Jespersen og Miki Mistratis dokumentarudsendelser Den Hemmelige Tjeneste viser PET's arbejde gennem blandt andet Anders Nørgaard og Frede Farmand.
Den blev sendt i tre dele i foråret 1998 på TV 2 og var desuden baggrund for bogen med titlen Den Hemmelige Tjeneste – da PET blev afsløret udgivet i 1999.
Hans Davidsen-Nielsens En højere sags tjeneste – PET under den kolde krig fra 2007 var skrevet på baggrund af adgang til PET's arkiver, interview med chefer og medarbejdere ved PET og forfatterens fund af den tidligere konservative justitsminister Knud Thestrups private dagbog.
Davidsen-Nielsens bog var særligt baseret på den tidligere operative chef i PET Jørn Bros erindringer.
DR's Emmy-belønnede tv-serie Livvagterne skildrede i dramatisk fiktionsform PET's livvagtsstyrke og deres arbejde.
Optagelserne begyndte i december 2007, og serien sendtes første gang i 2009.
På samme tid udgav den tidligere livvagt for Kronprins Frederik Jesper Lundorf sine erindringer om sin tid hos politiet og PET med titlen I majestætens hemmelige tjeneste.
Før denne bog udkom tog PET-chefen afstand fra Lundorf.
PET-Kommissionens arbejde betød udgivelse af en flerbindsrapport i sommeren 2009.
Derudover udgav tre historikere ansat ved PET-kommissionen også i 2009 en bog om PET's sager under Den Kolde Krig: PET: Historien om Politiets Efterretningstjeneste fra den kolde krig til krigen mod terror.
I 2012 valgte Morten Storm at træde frem og fortælle om sit arbejde som PET-agent til journalister ved Jyllands-Posten.
Hans historie blev gengivet i en artikelserie i avisen og senere uddybet i en bog. Blandt de offentliggjorte elementer i den unikke historie var Storms hemmelige lydoptagelser af samtaler med hans føringsofficerer.
I udlandet blev i 1990 udgivet bogen The Way of Deception som beskriver et samarbejde mellem PET og Mossad.
Forfatteren Victor Ostrovsky var da afskediget fra Mossad. Mange oplysninger i bogen er dog betvivlet af eksperter.